# Élections législatives éthiopiennes de 2000

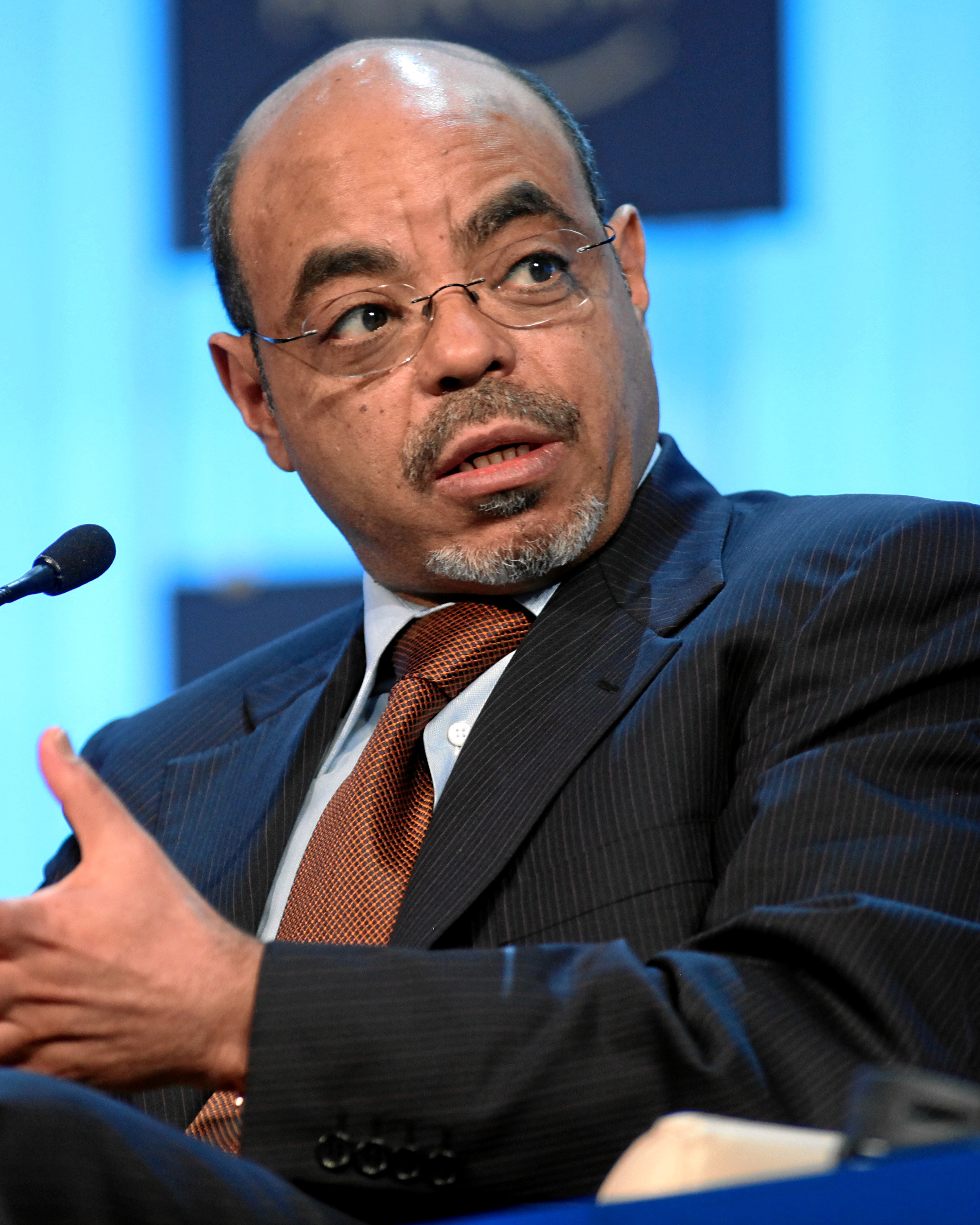
Meles Zenawi en 2012

L'Éthiopie a organisé des élections législatives le 14 mai et 31 août 2000 pour renouveler les membres de la Chambre des représentants des peuples ainsi que des conseils régionaux.

## Résultats
| Coalitions et partis | %      | Sièges |
| --- | ------ | ------ |
| Front démocratique révolutionnaire du peuple éthiopien - Organisation démocratique des peuples Oromo (183) - Mouvement national démocratique Amhara (146) - Mouvement démocratique des peuples du sud de l'Éthiopie (112) - Front de libération du peuple du Tigray (40) | 87,9 % | 481    |
| Partis affiliés au Front démocratique révolutionnaire du peuple éthiopien | 6,8 %  | 37     |
| Autres | 2,9 %  | 16     |
| Indépendants | 2,4 %  | 13     |
| Total | 100 %  | 547    |